# Azur (satelita)
Azur (lub Azur 1) – pierwszy satelita całkowicie skonstruowany i zbudowany w RFN.

## Przebieg misji
Azur został wystrzelony 8 listopada 1969 roku o 01:52 GMT z amerykańskiego kosmodromu Vandenberg za pomocą rakiety Scout B. Wszedł na orbitę o parametrach: perygeum – 387 kilometrów, apogeum – 3147 kilometrów i nachyleniu 102,9°. 8 grudnia tego samego roku przestał działać rejestrator taśmowy. Misja planowana była na jeden rok, jednak kontakt z satelitą urwał się 29 czerwca 1970 roku.
Satelita do tej pory pozostaje na orbicie.

## Budowa
Masa satelity przy starcie wynosiła 90 kg, z czego 22,2 kg przypadało na aparaturę badawczą, w skład której wchodziło 7 instrumentów. Obudowę satelity pokrytą panelami słonecznymi stanowił cylinder o średnicy 76,2 cm z jednej strony zakończony stożkiem. Wysokość satelity wynosiła 113 cm. Satelita został wyposażony w magnetyczną stabilizację, dzięki czemu stale utrzymywany był w położeniu zgodnym z liniami pola magnetycznego Ziemi.

## Zadanie satelity
Głównym celem było badanie przepływu protonów różnych zakresów energii.